# 松子腳 (臺中市)
松子腳，原寫為松仔腳，是臺灣臺中市大安區的一個傳統地域名稱，位於該區中部偏東。相較於今日行政區，其範圍大致為松雅里不含西南部邊界地帶。

## 歷史
台灣清治末期，松子腳地區為一街庄，稱為「松仔腳庄」，隸屬於苗栗三堡。該庄北與下腳踏庄、頂腳踏庄為鄰，東及東南與社尾庄、橫圳庄為鄰，西南邊隔溫寮溪與溪洲庄為界。
1901年（日明治三十四年）11月，全台廢縣廳改設二十廳，該庄隸屬於苗栗廳。1903年（明治三十六年）6月，該庄編入「大甲區」，仍隸屬於苗栗廳。1909年（明治四十二年）10月，全台二十廳合併為十二廳，苗栗廳廢止，大甲區改隸屬於臺中廳。1920年（大正九年），全台地方制度大改正，該庄改制並雅化為「松子腳」大字，隸屬於臺中州大甲郡大安庄。
戰後大安庄改制為大安鄉，隸屬於臺中縣，大字亦改制為村。1950年10月，中、彰、投分治，大安鄉隸屬不變。2010年12月，隨著臺中縣、市合併為直轄臺中市，大安鄉改制為大安區，村亦改制為里。

## 聚落
本地區有松仔腳聚落。

## 交通
市道132號（大安港路）是大安港至后里的道路，大致以北偏西—南偏東走向繞大彎轉西北—東南走向經過松子腳地區北部、中部及東南部。由該道路向北偏西可前往頂腳踏與下腳踏交界地帶、海墘厝並止於大安港南側的區道中7線路口，向東南可前往大甲、外埔、后里並止於台鐵后里車站前。
區道中17線（中松路）是松子腳至南埔的道路，其北側端點位於本地區中部偏南的市道132號路口。由此向南南西蜿蜒出境後，可前往溪洲東南部、牛埔、三塊厝與福興交界地帶、福興西北端、中庄東南部大安市區、南庄、南埔並止於大甲溪北岸的南埔堤防道路路口。

## 學校
- 大安國中